# Потехина, Лидия Анатольевна
Лидия Анатольевна Потехина-Пфайфер (нем. Lydia Potechina-Pfeiffer; 5 сентября 1883, Санкт-Петербург — 30 апреля 1934, Берлин) — русская и немецкая актриса.

## Биография
Родилась 5 сентября 1883 года в Санкт-Петербурге в семье врача Анатолия Антиповича Потехина. Отец не стал сопротивляться желанию дочери стать актрисой, к тому же его брат, драматург Алексей Антипович Потехин, который заведовал репертуарной частью Александринского театра и был управляющим драматическими труппами Императорских театров, подтвердил, что у неё есть талант. По окончании Смольного института благородных девиц она поступила в Петербургское императорское театральное училище.
Выступала на сцене киевского театра «Соловцов». Вышла замуж за театрального актёра и антрепренёра Макса Максина-Пфайфера. В 1918 году эмигрировала в Германию. Вместе с мужем открыла в Берлине художественное кабаре «Голубой сарафан». Выступала также в «Доме артиста» и «Молодом театре». С 1920 года много снималась в кино. В основном играла роли тёток, тёщ, матерей и нянек. Жила в берлинском районе Фриденау на Альбештрассе, 24. Её успешная карьера закончилась с приходом звука в кино.
Умерла 30 апреля 1934 года в Берлине. Похоронена на берлинском православном кладбище в Тегеле (1-й ряд 3-й секции, место № 3). Скульптурное надгробие, выполненное Вальтером Шульце-Миттендорфом, после войны было утрачено, но сохранилось его изображение.

## Фильмография
- 1920 — Раскрепощенное человечество / Die entfesselte Menschheit — вторая подстрекательница толпы
- 1921 — Парижанки / Pariserinnen — жена Марселье
- 1921 — Заблудшие души / Irrende Seelen / The Idiot — пожилая помещица
- 1921 — Цирк жизни / Zirkus des Lebens — цирковая атлетка Степанида
- 1921 — Усталая смерть / Der müde Tod — хозяйка
- 1922 — Барменша / Bardame
- 1922 — Доктор Мабузе, игрок / Dr. Mabuse, der Spieler — русская
- 1922 — Псиша, танцовщица Екатерины Великой / Psicha, die Tänzerin Katharina der Großen — императрица Екатерина Вторая
- 1923 — Катюша Маслова / Katjuscha Maslowa
- 1923 — Фройляйн Рвач / Fräulein Raffke — жена Эмиля Рвача
- 1924 — Комедия сердца / Komödie des Herzens — фрау Ринг
- 1924 — Возлюбленная короля / Königsliebchen
- 1924 — Прыжок в жизнь / Der Sprung ins Leben — жена директора цирка
- 1925 — Атлеты / Athleten — Натали Штумпер
- 1925 — Фройляйн по долгу службы / Das Fräulein vom Amt
- 1925 — Найденная невеста / Die gefundene Braut — толстая тетя
- 1925 — Страсть / Leidenschaft — Хелена Одански, «странная старуха»
- 1925 — Роскошные женщины / Luxusweibchen — Элен Мозер
- 1925 — Грёзы о вальсе / Ein Walzertraum — Штеффи
- 1926 — Три манекена / Die drei Mannequins — фрау Гольд, владелица салона модного платья
- 1926 — Третий эскадрон / Die dritte Eskadron
- 1926 — Поездка в авантюру / Die Fahrt ins Abenteuer — мать Евы Фризон
- 1926 — Семья Шимек — Венские сердца / Familie Schimeck — Wiener Herzen
- 1926 — Только она одна / Hon, den enda (Швеция) — Роза дель Прадо
- 1926 — Целомудренная Сюзанна / Die keusche Susanne — баронесса Обри
- 1926 — Малышка и её кавалер / Die Kleine und ihr Kavalier — матушка Шписеке
- 1926 — Манон Леско / Manon Lescaut — Сюзанна
- 1926 — Люди между собой / Menschen untereinander — фрау Мириг
- 1926 — Розовый бриллиант / Der rosa Diamant — хозяйка
- 1926 — Делай деньги, дорогой / Schatz, mach' Kasse — мать Осси, владелица салона модного платья
- 1926 — Семь дочерей фрау Гуркович / Die sieben Töchter der Frau Gyurkovics — фрау Гуркович
- 1926 — Мы из пехотного полка его королевского величества / Wir sind vom K. u. K. Infanterie-Regiment — тетя Пепи
- 1927 — Женихи Бабетты Бомберлинг / Die Bräutigame der Babette Bomberling — фрау Бомберлинг
- 1927 — Немецкие женщины — немецкая верность / Deutsche Frauen — Deutsche Treue — фрау Таубе
- 1927 — Преображение д-ра Бесселя / Dr. Bessels Verwandlung — фрау Симонич
- 1927 — Пробуждение женщины / Das Erwachen des Weibes — вдова Маас
- 1927 — Женский переулок в Алжире / Die Frauengasse von Algier — компаньонша Адриены
- 1927 — Князь фон Паппенгейм / Der Fürst von Pappenheim — Камилла Паппенгейм
- 1927 — Величайший жулик столетия / Der größte Gauner des Jahrhunderts — жена банкира
- 1927 — Тоска по дому / Heimweh — мадам Лоррейн
- 1927 — Порыв молодости / Jugendrausch
- 1927 — Тяжелый случай / Ein schwerer Fall — толстушка
- 1927 — Блаженное высочество / Die selige Exzellenz — Матильда Буксбаум
- 1927 — Сохраняй всегда верность и порядочность / Üb immer Treu und Redlichkeit — Фридерика Рабах
- 1928 — Амур на лыжах / Amor auf Ski — Розалинда
- 1928 — Лучший господин / Ein besserer Herr — жена миллардера
- 1928 — Дон Жуан в женской школе / Don Juan in der Mädchenschule — фрау Тидеман
- 1928 — Бегство от блондинок / Flucht vor Blond
- 1928 — Геркулес Майер / Herkules Maier
- 1928 — Матери-одиночки / Ledige Mütter
- 1928 — Мертвая петля / Looping the Loop
- 1928 — Лютер / Luther
- 1928 — Большая тайна Мэри / Marys großes Geheimnis
- 1928 — Современный Казанова / Der moderne Casanova — фрау Лидия Абендрот
- 1929 — В половину первого ночи на Реепербане / Auf der Reeperbahn nachts um halb eins — донна Рамона Раффкаела
- 1929 — Веселая игра мужчин / Die fidele Herrenpartie — Брунхильда Фистельхан
- 1929 — Я потерял мое сердце в автобусе / Ich hab mein Herz im Autobus verloren
- 1929 — Мое сердце - это джаз-банд / Mein Herz ist eine Jazzband — Мисс Бетта
- 1929 — Принцесса цирка / Die Zirkusprinzessin — Берта Шлумбергер
- 1930 — О, моя девочка, как я тебя люблю / Oh Mädchen, mein Mädchen, wie lieb ich Dich — повивальная бабка
- 1930 — Белый дьявол / Der weiße Teufel
- 1930 — Бал вдов / Der Witwenball — фрау Лизеганг
- 1931 — Бомбы на Монте Карло / Bomben auf Monte Carlo
- 1932 — Бриллиант царя / Der Diamant des Zaren — фальшивая великая княгиня
- 1932 — Я днем, а ты ночью / Ich bei Tag und Du bei Nacht